# Friedrich Fischer-Friesenhausen
Friedrich Fischer-Friesenhausen (* 16. November 1886 in Detmold; † 31. März 1960 in Soltau) war ein deutscher Dichter und Schriftsteller.

## Leben
Der Sohn eines Bildhauers verdiente seinen Lebensunterhalt als Kaufmann und veröffentlichte seine ersten Gedichte vor dem Ersten Weltkrieg, damals noch unter seinem eigentlichen Namen Friedrich Fischer. Im Krieg war er unter anderem als Flieger an der Ostfront im Einsatz. Seine frühen Dichtungen aus jener Zeit verherrlichten den Krieg und waren überaus pathetisch. Nach dem Kriegsende schloss sich Fischer-Friesenhausen dem antisemitischen Deutschvölkischen Schutz- und Trutzbund an und wurde dessen Geschäftsführer in Detmold. In den Jahren 1919/20 betrieb er durch Klebezettel und Artikel in seiner Zeitung Die Fackel üble Agitation gegen die jüdische Bevölkerung der Stadt und wurde in diesem Zusammenhang zu Geldstrafen verurteilt. Finanziell schlecht situiert und im Blick der Behörden verzog er 1921/22 nach Kassel. Seiner völkisch-antisemitischen Gesinnung treu bleibend, veröffentlichte er dort den Judenspiegel. In der Folgezeit entstanden kleinere Romane und Gedichtbände, die auf kein großes Publikum stießen, aber ihm ein Auskommen ermöglichten. Fischer-Friesenhausen trat nach der „Machtergreifung“ der NSDAP bei. Später lebte er in Soltau und verfasste noch einige Gedichtbände.
Nach Ende des Zweiten Weltkrieges wurden seine Schriften Spitzel. — Solange mein Blut brennt (Friesen-Verlags-Anstalt, Soltau & Leipzig 1924), Sieghaftes Blut (Friesen-Verlags-Anstalt, Kassel 1928) und Nicht mutlos werden. Beharrlichkeit (Friesen-Verlags-Anstalt, Soltau & Leipzig 1939) in der Sowjetischen Besatzungszone auf die Liste der auszusondernden Literatur gesetzt.

## Schriften (Auswahl)
- Sang aus den Bergen (1911)
- Die neuesten Kriegs-Lieder (1914)
- Kyrie eleison (1916)
- Flamme empor! (1916)
- Im Osten zuckt der neue Tag (1916)
- Sehnende Seelen (1920)
- Der Judenspiegel (1921)
- Nicht mutlos werden, Beharrlichkeit! (1921)
- Frau Inge (1922)
- Goldene Worte (1924)
- Solange mein Blut brennt (1924)
- Irmingard und Guntram (1925)
- Sieghaftes Blut (1928)
- Das Hohelied der Haide (1933)